# Eritrozină
Eritrozina, cunoscută și sub denumirile de roșu nr. 3 sau E127, este un colorant alimentar de culoare roșie-roz, ce conține iod, folosit în special pentru compoturi și alte alimente. Este întâlnit în băuturi alcoolice, înghețată, prăjituri, bomboane, sucuri răcoritoare și mai rar în filmul medicamentelor. Din punct de vedere chimic este sarea disodică a 2,4,5,7-tetraiodofluoresceinei. Doza zilnică admisă este 0,1 mg/kg corp. 